# Société générale d'exploitation de chemins de fer
La Société générale d'exploitation de chemins de fer (SGE) est une société anonyme belge créée en 1867 et fusionnée dans la Compagnie des chemins de fer des bassins houillers du Hainaut et dissoute en 1873.
La Société générale d'exploitation constitua un véritable trust dans lequel le groupe Philippart prenait une place importante.
En 1870, l’État belge décida de racheter progressivement le réseau des compagnies privées. Le 25 avril 1870 une convention, qui prévoit le rachat d'une grande partie du matériel et de près de 601 km du réseau de la Société générale d'exploitation par l'État belge ; les bassins houillers se voyaient attribuer le reste du réseau et la construction de nombreuses lignes inachevées. La société générale d'exploitation fut dissoute en 1873 et la Compagnie des bassins houillers du Hainaut fit faillite en 1877.  

## Histoire

### Création
La société anonyme dite « Société générale d'exploitation de chemins de fer », est créée par l'acte du 13 février 1867, approuvé par l'arrêté royal du 21 février (publié dans le Moniteur le 24 février), est l'aboutissement d'accords intervenus en octobre 1866, entre la Compagnie des chemins de fer des bassins houillers du Hainaut, la Société d'exploitation de chemins de fer et la Banque de Belgique. Suivant ses statuts, la société débute le 1er janvier 1867.
Elle regroupa plusieurs compagnies privées préexistantes qui exploitaient des concessions dans une grande partie de la Belgique. Cette fusion devait leur permettre de jouir d'une meilleure situation en se soutenant mutuellement et de constituer un bloc plus homogène avec ces diverses lignes disparates, parfois peu profitables.

### Expansion
La Société générale d'exploitation constitua un véritable trust dans lequel le groupe Philipart prenait une place importante.
Le réseau de la Société générale d'exploitation prenant des proportions importantes, l’État belge, craignit une concurrence ou l’immixtion d’intérêts étrangers (comme dans le cas de la Grande Compagnie du Luxembourg) et décida de racheter progressivement le réseau des compagnies privées en commençant par celui de la Société générale d'exploitation. En conséquence, le 25 avril 1870, une convention est passée entre Alexandre Jamar, ministre des travaux publics, Simon Phillippart administrateur et président du conseil d'administration de la Compagnie des chemins de fer des bassins houillers du Hainaut et Félix Gendebien, vice-président de la Société générale d'exploitation. Cette convention prévoit le rachat de près de 601 km du réseau de la Société générale d'exploitation par l'Administration des chemins de fer de l'État belge ainsi que des installations et du matériel utilisé sur ces lignes ; le tout devant être livré à l’État le 1er janvier 1871. Plusieurs lignes restant à construire par les Bassins Houillers seraient construites par cette société, qui se vit même attribuer de nouvelles concessions ferroviaires, mais seraient remises à l’État au fur et à mesure de leur inauguration. 
Dans les faits, ce qui restait du réseau de la SGE fut alors contrôlé par la compagnie des bassins houillers du Hainaut ; Simon Philippart fit créer la Société de construction de chemins de fer afin de réaliser les lignes nouvelles.

### Dissolution
En 1873, la Société générale d'exploitation de chemins de fer fusionne avec la Compagnie des chemins de fer des bassins houillers du Hainaut. C'est à partir du 1er janvier qu'elle lui apporte ses droits d'exploitation et son actif, amputé des « sommes nécessaires pour l'apurement de son passif ». La société est ensuite dissoute par un acte du 12 mai, autorisé par un arrêté royal du 14 juillet (publié au Moniteur le 18 juillet).
Très peu des lignes restant à construire avaient été mises en service lorsque la Société des bassins houillers du Hainaut fit à son tour faillite en 1877. Ce fut finalement l’État qui réalisera les lignes à construire.

### Faillite des bassins houillers
Après la faillite de 1877, certaines portions du réseau des bassins houillers, situés en Flandre, refusèrent les conditions du rachat par l'État, ce qui contribua à la création de deux compagnies privées :
- le Chemin de fer de Gand à Terneuzen (nationalisé en 1930)
- la Société des chemins de fer de la Flandre-Occidentale (nationalisée en 1906)

La Compagnie des chemins de fer Prince-Henri, filiale luxembourgeoise des bassins houillers du Hainaut fut quant à elle reprise après la faillite par une société anonyme créée à l'occasion : la Société anonyme luxembourgeoise des chemins de fer et minières Prince-Henri jusqu'à sa nationalisation en 1948.

## Réseau
En 1867, son réseau comptait 430 km et de nombreuses concessions non encore terminées. Il avait atteint 1 100 km au moment de sa reprise par l’État en 1870.
La Société générale d'exploitation fut constituée par les compagnies suivantes en Flandre et dans le Hainaut : 
- la Société des chemins de fer de la Flandre-Occidentale
- la Compagnie du chemin de fer de Lichtervelde à Furnes
- la Compagnie du chemin de fer Hainaut et Flandres
- la Compagnie du chemin de fer du Centre
- le Chemin de fer de la Jonction de l'Est (ligne Wavre - Manage)
- le réseau charbonnier de Saint-Ghislain, du haut-Flénu et du bas-Flénu

D'autres compagnies obtinrent des concessions qu'elles construisirent à l'aide d'emprunts avant de confier leur exploitation à la Société générale d'exploitation. Certaines de ces lignes n'étaient pas encore achevées en 1871 
- la Compagnie du chemin de fer de Bruges à Blankenberghe
- la Compagnie du chemin de fer d'Ostende à Armentières
- la Société des chemins de fer de l'Ouest de la Belgique
- la Compagnie d'Eeclo à Anvers
- la Société anonyme du chemin de fer de Gand à Terneuzen
- la compagnie Termonde-Saint-Nicolas
- une concession entre Anvers et Douai dont les lignes Kontich - Alost, Alost - Renaix, Renaix - Tournai et Tournai - frontière française seront réalisées par l’État de 1875 à 1883
- la Compagnie du chemin de fer de Dunkerque à Furnes

Mis à part 459 km de lignes en Flandre-Occidentale, toutes ces lignes seront nationalisées en 1871. La compagnie des bassins houillers en reprit le contrôle et obtint plusieurs concessions avant sa faillite :
- une ligne reliant Gembloux à Jemeppe-sur-Sambre (future ligne 144) ;
- une ligne dont les contours étaient encore flous qui devait partir de Tamines, croiser la ligne Namur - Givet du Nord-Belge puis remonter vers Libramont avec un embranchement vers Athus et le Chemin de fer Prince-Henri au Luxembourg. (future ligne 150 et Athus-Meuse) ;
- plusieurs concessions pour la desserte de charbonnages.